# Karl Bötticher
Pour les articles homonymes, voir Boetticher.
Karl Bötticher (né le 29 mai 1806 à Nordhausen et mort le 19 juin 1889 à Berlin ; nom complet Karl Gottlieb Wilhelm Bötticher, autre orthographe Carl Boetticher) est un architecte, historien de l'art et archéologue prussien. De 1868 à 1875/76 , il dirige la collection de sculptures du Musée de Berlin (de).

## Biographie
Karl Bötticher est l'aîné des enfants du boulanger et aubergiste August Bötticher ; après la séparation de ses parents, le jeune garçon est resté comme seul enfant avec son père, qui se remarie deux fois - la deuxième épouse décède dès 1819, il a d'autres enfants avec la troisième, dont la dot apporte une certaine aisance à la famille. En raison de sa situation familiale, le jeune Karl n'est guère encouragé à développer ses talents artistiques et musicaux. Il étudie au lycée ; ce n'est que grâce à l'intervention de son directeur que Karl Bötticher peut obtenir de son père qu'il commence un apprentissage dans le bâtiment - d'abord comme géomètre et conducteur de travaux. Grâce à l'encouragement de ses professeurs, qui lui permettent de suivre des études privées d'histoire de l'art en plus de sa formation professionnelle, Bötticher commence après son apprentissage à étudier à l'Académie d'architecture de Berlin. En guise de préparation, il étudie les mathématiques pendant un an (1826) à Erfurt.
Lorsque Bötticher se rend compte, pendant son séjour à Berlin, qu'un travail pratique dans le bâtiment n'est plus envisageable pour lui, il doit dès lors renoncer à l'aide financière de son père et gagne sa vie en dessinant sur commande pour différentes entreprises commerciales. Au cours de ses études, il se concentre avec passion sur l'art gothique, qui l'influence fortement. Ses dessins sont également empreints de motifs médiévaux ; ces travaux le mettent en contact avec Schinkel, qui lui propose en 1830 une collaboration en tant que dessinateur et lithographe pour le livre de modèles Vorbilder für Fabrikanten und Handwerker de Christian Beuth. Bötticher apprend la lithographie spécialement pour ce travail ; après ses études, lorsqu'il enseigne à l'école de peinture de la Manufacture royale de porcelaine à partir de 1833, il apprend également le métier de tisserand afin de pouvoir également enseigner à l'école de dessin à partir de 1834. Une invention qui améliore techniquement les métiers à tisser de l'époque lui est achetée par l'État prussien pour une petite somme d'argent. Parallèlement à ses activités d'enseignement, Bötticher publie plusieurs livres d'ornement et d'apprentissage avec de nombreuses lithographies de son cru. En 1833, il épouse Emilie Stier.
Sa réputation de dessinateur lui permet d'enseigner le dessin à main levée et le dessin d'ornement à l'Académie des beaux-arts de Berlin en 1839. Pendant 36 ans, il enseigne ensuite la même matière à l'Académie d'architecture, en tant que professeur depuis 1844. Son orientation stylistique vers l'antique le meten conflit avec celle qui prévaut à l'Académie, alors plutôt influencée par le romantisme. Dans le cadre d'études privées, il se consacre intensivement à l'architecture grecque et publie un ouvrage complet sur la tectonique grecque, qui est très discuté. De nombreuses thèses défendues dans cet ouvrage sur le développement de l'architecture grecque sont fortement critiquées et réfutées par la suite, par exemple dès 1864/1865 par l'architecte Ernst Ziller, qui travaille en Grèce, en ce qui concerne la courbure. En l'honneur de Schinkel, déjà décédé, il prononce le 13 mars 1846, à l'occasion de son 65e anniversaire, un discours intitulé "Das Princip der hellenischen und germanischen Bauweise bezüglich der Übertragung in die Bauweise unserer Tage" (Le principe de l'architecture hellénique et germanique en vue de sa transposition dans l'architecture de nos jours), qui est imprimé en manuscrit en 1906 pour commémorer le 100e anniversaire de Bötticher
Pendant la période de la Révolution de mars, Bötticher combat comme volontaire dans l'armée royale prussienne et confie ses fonctions à l'académie du bâtiment à un adjoint. En 1853, il obtient le titre de docteur à l'Université de Greifswald en 1853 ; En 1854, il obtient son habilitation, ce qui lui assure un poste d'enseignant à l'université de Berlin (jusqu'en 1862). L'année de son habilitation, son fils unique meurt à l'âge de 13 ans, suivi en 1858 par le divorce de sa femme. En 1859, il épouse la veuve d'un collègue, qui décède en 1872. En 1855, en plus de son activité d'enseignant, il prend un poste d'assistant à la collection de sculptures du musée de Berlin, et en 1868, il prend la direction du musée. Ce n'est qu'en 1862 que Böttcher peut se rendre lui-même en Grèce et étudier directement l'architecture qu'il décrit, mais il en tire de nombreuses conclusions erronées. En 1860, il est élu membre correspondant de l'Académie des sciences de Göttingen.
Son mandat à la tête du musée est marqué par des décisions erronées et des conflits ; sa systématique dans le réarrangement de la collection de sculptures est abandonnée par la suite, des erreurs dans la conservation des sculptures font plus de mal que de bien, et enfin sa liste explicative des moulages d'œuvres antiques de 1871 conduisent Bötticher à démissionner de tous ses postes d'enseignement et de direction en 1875/76 et à quitter la Société archéologique. Son successeur à la tête du musée est Alexander Conze. En 1877, Bötticher contracte un troisième mariage et voyage pour la première fois en Italie et à nouveau en Grèce; à Venise, il rencontre Gottfried Semper, avec qui il a des différends techniques, mais ceux-ci n'ont aucun effet sur sa relation personnelle. Le 19 juin 1889, Bötticher décède à Berlin après une courte maladie et est enterré au cimetière de la Trinité (division II).

## Travaux
- Ornamentenbuch zum praktischen Gebrauch für Architekten, Decorations- und Stubenmaler, 1834–44
- Die Holzarchitektur des Mittelalters, 1835–41
- Die Ornamenten-Schule, 1838
- Die Dessinateurschule, 1839
- Der Hypäthratempel: Auf Grund des Vitruvischen Zeugnisses gegen Prof. L. Ross Potsdam 1847 (Bayerische StaatsBibliothek digital)
- Die Tektonik der Hellenen, (2 Textbände und Tafelband) Potsdam 1852 (Link HEIDI)
  - 2. neu bearbeitete Ausgabe, Berlin 1872–1881 (Link HEIDI)
- C. F. Schinkel und sein baukünstlerisches Vermächtniß: Eine Mahnung an seine Nachfolge in der Zeit in drei Reden und drei Toasten an den Tagen der Geburtstagsfeier des Verewigten gesprochen, Berlin 1857 (Sächsische Landesbibliothek)
- Architektonische Formenschule in Ornamenterfindungen, 1858
- Ornament-Vorbilder, 1858
- Andeutungen über das Heilige und das Profane in der Baukunst der Hellenen, Berlin 1846 (Bayerische StaatsBibliothek digital)
- Der Hellenische Tempel in seiner Raumanlage für Zwecke des Cultus, 1849
- Der Baumkultus der Hellenen, nach den gottesdienstlichen Gebräuchen und den überlieferten Bildwerken dargestellt. Berlin 1856 (Bayerische StaatsBibliothek digital)
- Bericht über die Untersuchungen auf der Akropolis von Athen im Frühjahre 1862, Berlin 1863. (Link HEIDI)
- Ergänzungen zu den letzten Untersuchungen auf der Akropolis: Der Altar des Eleusinion zu Athen, In: Philologus, 24 (1866) (Link UB Heidelberg, pdf)
- Der Zophorus am Parthenon: Hinsichtlich der Streitfrage über seinen Inhalt und dessen Beziehung auf dieses Gebäude, Berlin 1875 (Link HEIDI)